# Ващенко-Захарченко Олександр Петрович
Ващенко-Захарченко Олександр Петрович (*20 грудня 1891, Костянтиноград — †після 1937) — підполковник Армії УНР.

## Біографія
Народився у Костянтинограді. Походив з дворян Полтавської губернії. Закінчив Петровський Полтавський кадетський корпус, Костянтинівське артилерійське училище (1912), вийшов підпоручиком до 9-ї артилерійської бригади (Полтава), у складі якої брав участь у Першій світовій війні. З 3 лютого 1917 р. — капітан. З 7 лютого 1917 р. — командир 3-ї батареї 9-ї артилерійської бригади. Під час війни був двічі важко поранений, нагороджений усіма орденами до Святого Влодимира IV ступеня з мечами та биндою, Георгіївською зброєю (15 січня 1917 р., за бій 15 травня 1915 р.). Останнє звання у російській армії — капітан.
У листопаді 1917 р. 9-ту артилерійську бригаду було українізовано. У липні 1918 р. перейменовано на 11-ту легку гарматну бригаду Армії Українського Держави. З 18 червня 1918 р. — ад'ютант бригади (1 березня 1919 р. бригада була перейменована на 1-й запасний гарматний полк) Дієвої армії УНР. 21 травня 1919 р. потрапив до польського полону.
15 червня 1919 р. перебував у таборі Ланцут, де записався до Північно-Західної добровольчої армії генерала Юденіча; воював проти більшовиків під Петроградом (був поранений у ногу). Після поразки армії Юденіча потрапив в Естонію.
9 липня 1920 р. повернувся в Ланцут, де знов вступив до української армії. З 12 серпня 1920 р — начальник адміністративно-персональної частини гарматної управи Військового міністерства УНР.
У листопаді 1923 р повернувся в Україну, жив у Полтаві. 7 травня 1931 р був засуджений на 5 років виправно-трудових робіт у справі «Весна» (т. зв. змова колишніх офіцерів). Після відбуття терміну повернувся додому, однак 5 серпня 1937 р. був знов заарештований і 30 листопада 1937 р. засуджений на 10 років виправно-трудових робіт за ст. 58. Подальша доля невідома.